# コンコード (カリフォルニア州)
コンコード（英語:Concord）は、アメリカ合衆国カリフォルニア州のコントラコスタ郡にある都市。人口は12万5410人（2020年）で、サンフランシスコ・ベイエリアの主要都市の一つである。サンフランシスコの東47kmに位置しており、都市鉄道BARTで結ばれている。
1869年にトドス・サントスによってサルビオ・パチェコとして設立され、数か月後にコンコードに改名された。

## 歴史
ディアブロ山の北にある谷にはミウォク族が住み着いており、山地からサンフランシスコ湾へと流れる無数の川で魚を獲ったり、エルクを狩猟したりしていた。1772年、スペイン人探検家がこの地域を訪れ始めたが、定住はしなかった。1834年、ディアブロ山の麓にあったランチョ・モンテ・デル・ディアブロがメキシコからサルビオ・パチェコに払い下げられた。
パチェコの主導により、コンコードは1869年にトドス・サントス（「全ての聖者たち」という意味）として設立された。1872年には郵便局が開設された。19世紀には、かつて活況を呈したパチェコが火災や洪水で荒廃し、ほとんどの住民がコンコードに移り住んだことで有名になった。コンコードは1905年2月5日に法人化された.。
コンコード周辺にはイグナシオ・バレーとクレイトン・バレーに囲まれた広大な農業地帯が広がっている。ブドウ、クルミ、アーモンド、小麦、牧草、トマトなどが栽培されている。禁酒令が敷かれた時代、ブドウ園の多くはクルミの果樹園へと変わった。

### ポートシカゴの惨事
第二次世界大戦中、海軍の貨物船に積まれた弾薬が爆発し、多数のアフリカ系アメリカ人が犠牲になった大事故が起きた。1944年7月17日の夜に発生したこの大爆発で、320人の水兵と民間人が死亡した。爆風は30マイル以上先にも届いた。その後258人のアフリカ系アメリカ人水兵が弾薬を積み込むことを拒否した。海軍史上最大の反逆の始まりであり、50人が有罪とされた。後に最高裁判所判事となるサーグッド・マーシャルは軍法会議のほとんどを傍聴し、偏見が生じていると告発した。

## 地理

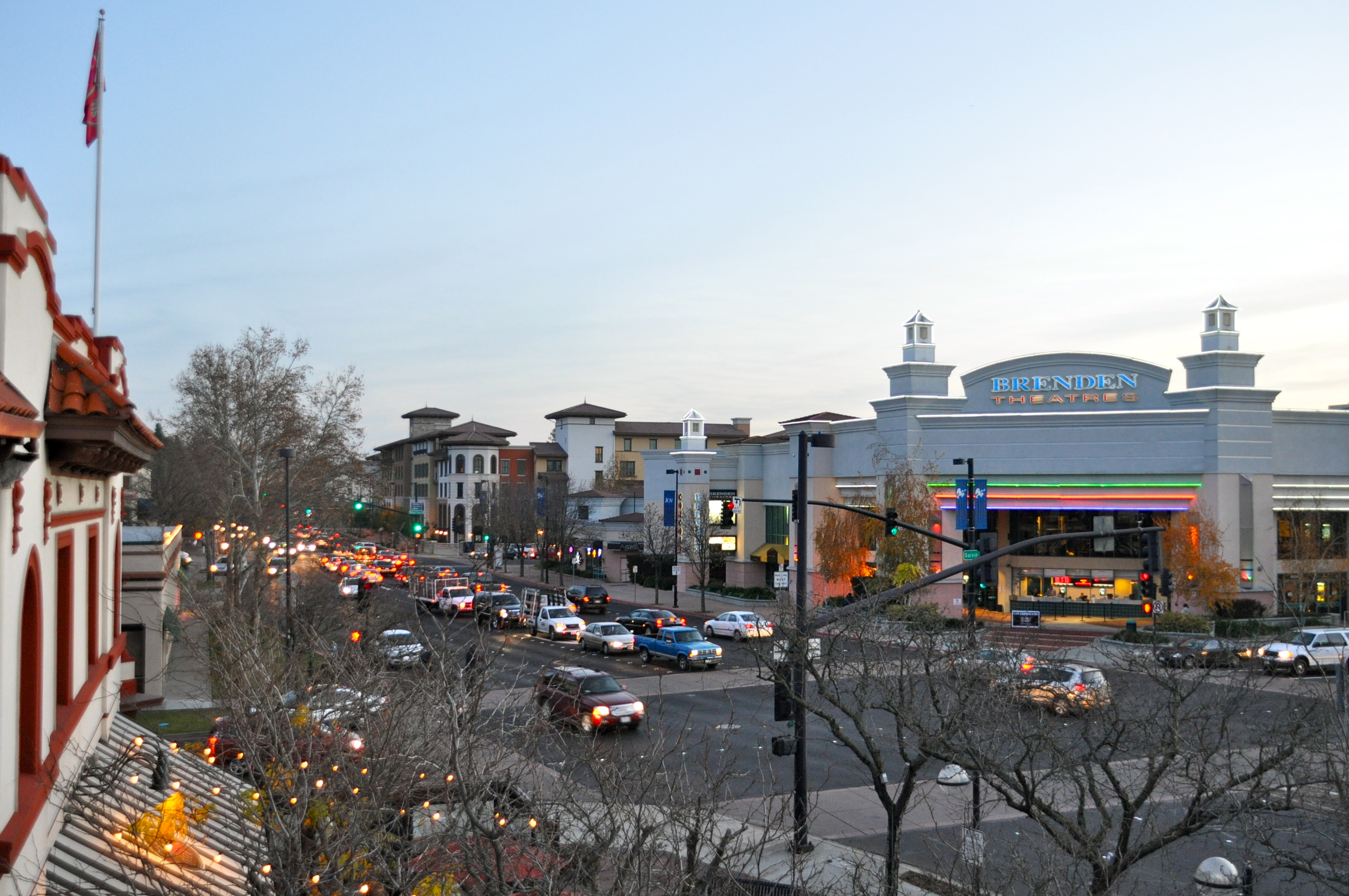
コンコード・アベニュー

コンコードはサンフランシスコの東47km、オークランドの北東35km、サクラメントの南西105km、サンノゼの北82kmに位置している。座標は北緯37度58分41秒 西経122度01分52秒 / 北緯37.97806度 西経122.03111度である。
アメリカ合衆国国勢調査局によると、市域全面積は30.5平方マイル (79 km2)で、全域が陸地である。
ダウンタウンの中心となっているのはトドス・サントス・プラザで、1つの街区を丸ごと含んでいる。ファーマーズマーケットや夏のコンサートなどで知られ、周りを多くの飲食店に囲まれている。ダウンタウン周辺地域の大半は近年再開発された。公共交通を利用しやすい立地を生かし、新たに分譲マンションなどが建てられた。にもかかわらず、ダウンタウン地域ではいまだに犯罪やホームレスが問題となっている。
ダウンタウンの東側、北側は古くからの住宅地で、第二次世界大戦前に建てられた家が多く残る。市の北端は主に工業地域で、さらに北（市域には入っていない）にはテソロ石油のゴールデンイーグル精錬所がある。市の南東部は、クレイトン・ロードに沿って主に1960∼70年代に開発された住宅地が広がる。市の南西部、モニュメント・ブールバードとオークグローブ・ロードの交差点周辺のフォー・コーナーズという地域にはラテン系住民が多い。
市の西ではプレザントヒルと未編入地域のパチェコ、南ではウォールナットクリーク、南東ではクレイトン、北東ではピッツバーグと未編入地域のベイポイント、北では未編入地域のクライドとそれぞれ接している。市の北西にある郡庁所在地のマーティネズとはぎりぎり接してはいないものの、ほとんど隣接している。

## 気候
コンコードはケッペンの気候区分で高温夏季地中海性気候（Csa）に属している。
国立気象局が市に設置している観測所のデータによると、1月の平均気温は最高気温が14°C、最低気温が5.3°Cである。7月の平均気温は最高気温が31.0°C、最低気温が14.6°Cである。気温が32.2°Cを超える日は年間で平均45日、0°Cを下回る日は平均3.8日である。歴代最高気温は2017年9月1日に観測された43.3°C、歴代最低気温は1998年12月23日に観測された-4.4°Cである。
年間平均降水量は465mm、降水日数の年間平均は57日である。降水量が最も多かったのは1995年の676.1mm、最少は2007年の268.5mmである。1ヶ月の最多降水量は2005年12月の299.5mmで、同年12月31日には24時間で100㎜の降水量を記録した。
| カリフォルニア州コンコードの気候       | カリフォルニア州コンコードの気候 | カリフォルニア州コンコードの気候 | カリフォルニア州コンコードの気候 | カリフォルニア州コンコードの気候 | カリフォルニア州コンコードの気候 | カリフォルニア州コンコードの気候 | カリフォルニア州コンコードの気候 | カリフォルニア州コンコードの気候 | カリフォルニア州コンコードの気候 | カリフォルニア州コンコードの気候 | カリフォルニア州コンコードの気候 | カリフォルニア州コンコードの気候 | カリフォルニア州コンコードの気候 |
| 月                                     | 1月                              | 2月                              | 3月                              | 4月                              | 5月                              | 6月                              | 7月                              | 8月                              | 9月                              | 10月                             | 11月                             | 12月                             | 年                               |
| -------------------------------------- | -------------------------------- | -------------------------------- | -------------------------------- | -------------------------------- | -------------------------------- | -------------------------------- | -------------------------------- | -------------------------------- | -------------------------------- | -------------------------------- | -------------------------------- | -------------------------------- | -------------------------------- |
| 最高気温記録 °F （°C）                 | 76.0 (24.4)                      | 78.0 (25.6)                      | 86.0 (30)                        | 96.0 (35.6)                      | 99.0 (37.2)                      | 105.0 (40.6)                     | 104.0 (40)                       | 109.0 (42.8)                     | 110.0 (43.3)                     | 99.0 (37.2)                      | 84.0 (28.9)                      | 74.0 (23.3)                      | 106.0 (41.1)                     |
| 平均最高気温 °F （°C）                 | 57.2 (14)                        | 61.8 (16.6)                      | 67.1 (19.5)                      | 71.1 (21.7)                      | 77.5 (25.3)                      | 83.5 (28.6)                      | 87.6 (30.9)                      | 87.8 (31)                        | 85.2 (29.6)                      | 77.2 (25.1)                      | 65.7 (18.7)                      | 57.7 (14.3)                      | 73.3 (22.9)                      |
| 平均最低気温 °F （°C）                 | 41.5 (5.3)                       | 44.0 (6.7)                       | 46.4 (8)                         | 48.6 (9.2)                       | 53.1 (11.7)                      | 56.6 (13.7)                      | 58.0 (14.4)                      | 58.4 (14.7)                      | 57.2 (14)                        | 52.9 (11.6)                      | 45.8 (7.7)                       | 41.3 (5.2)                       | 50.3 (10.2)                      |
| 最低気温記録 °F （°C）                 | 26.0 (−3.3)                      | 30.0 (−1.1)                      | 34.0 (1.1)                       | 38.0 (3.3)                       | 41.0 (5)                         | 47.0 (8.3)                       | 51.0 (10.6)                      | 51.0 (10.6)                      | 47.0 (8.3)                       | 40.0 (4.4)                       | 31.0 (−0.6)                      | 24.0 (−4.4)                      | 24.0 (−4.4)                      |
| 降水量 inch （mm）                     | 3.73 (94.7)                      | 3.89 (98.8)                      | 2.33 (59.2)                      | 1.17 (29.7)                      | 0.68 (17.3)                      | 0.18 (4.6)                       | 0 (0)                            | 0.03 (0.8)                       | 0.03 (0.8)                       | 0.77 (19.6)                      | 1.88 (47.8)                      | 3.69 (93.7)                      | 18.38 (466.9)                    |
| 平均降水日数 （≥0.01 in）              | 11                               | 11                               | 8                                | 6                                | 4                                | 1                                | 0                                | 0                                | 1                                | 3                                | 6                                | 10                               | 59                               |
| 出典：アメリカ国立気象局 (1991年–現在) |                                  |                                  |                                  |                                  |                                  |                                  |                                  |                                  |                                  |                                  |                                  |                                  |                                  |

## 人口動態
以下は2010年の国勢調査による人口統計データである。
| 基礎データ - 人口: 122,067人 - 世帯数: 44,278 世帯 - 家族数: 30,074 家族 - 人口密度: 1,542.9人/km2（3,996.2人/mi2） - 住宅数: 47,125 軒 - 住宅密度: 595.7軒/km2（1,542.8 軒/mi2） - 住宅 - 持家: 61.1% - 賃貸: 38.9% - 住人 - 持家: 58.2% - 賃貸: 41.0% - 空家率 - 持家: 1.9% - 賃貸: 7.0% - 集団生活者: 512人（0.4%） - 施設収容者: 535人（0.4%） 人種別人口構成 - 白人: 64.5% - アフリカン・アメリカン: 3.6% - ネイティブ・アメリカン: 0.7% - アジア人: 11.1% - フィリピン人: 4.4% - 中国人: 2.4% - インド人: 1.3% - ベトナム人: 0.7% - 日本人: 0.6% - 韓国人: 0.6% - 太平洋諸島系: 0.7% - その他の人種:13.1% - 混血: 6.4% - ヒスパニック・ラテン系: 30.6% | 年齢別人口構成 - 18歳未満: 22.9% - 18-24歳: 9.0% - 25-44歳: 29.4% - 45-64歳: 27.0% - 65歳以上: 11.8% - 年齢の中央値: 37.0歳 - 性比（女性100人あたり男性の人口） - 総人口: 98.8 - 18歳以上: 97.0 世帯と家族（対世帯数） - 18歳未満の子供がいる: 34.8% - 結婚・同居している夫婦: 49.1% - 未婚・離婚・死別女性が世帯主: 12.7% - 未婚・離婚・死別男性が世帯主: 6.1% - 未婚の異性のカップル: 6.7% - 同性のカップル: 1.2% - 単身世帯: 23.5% - 65歳以上の老人1人暮らし: 8.2% - 平均構成人数 - 世帯: 2.73人 - 家族: 3.22人 |

## 経済
コンコードは40年にわたり、主にサンフランシスコやオークランドのベッドタウンであったが、ここ最近は市内での仕事も増えてきている。市内にはラウンド・テーブル・ピザの本社があり、シェブロンやバンク・オブ・アメリカなどサンフランシスコ・ベイエリアと強いつながりを持つ企業がコンコードにバックオフィスを設置し、地域経済を多様化させている。1967年にオープンしたサンバレー・ショッピングセンターは、当時屋内型ショッピングセンターとしては世界一の規模を誇っていた。その他コストコやフライズ・エレクトロニクスといった店舗もある。

### 主な雇用者
市の包括的年間財務報告書2012年版によれば、市内の大きな雇用者は以下の通りである。
| 順位 | 雇用主                                        | 雇用者数 |
| ---- | --------------------------------------------- | -------- |
| 1    | マウント・ディアブロ統一教育学区              | 4,320    |
| 2    | ウェルズ・ファーゴ クレジット・センター       | 1,500    |
| 3    | シェブロン                                    | 1,500    |
| 4    | PG&E                                          | 1,450    |
| 5    | バンク・オブ・アメリカ テクノロジー・センター | 1,300    |
| 6    | ジョン・ミューア・メディカルセンター          | 1,100    |
| 7    | The Conco Companies                           | 549      |
| 8    | セイフウェイ                                  | 460      |
| 9    | アデコ                                        | 400      |
| 10   | メイシーズ                                    | 400      |

## 海軍武器庫

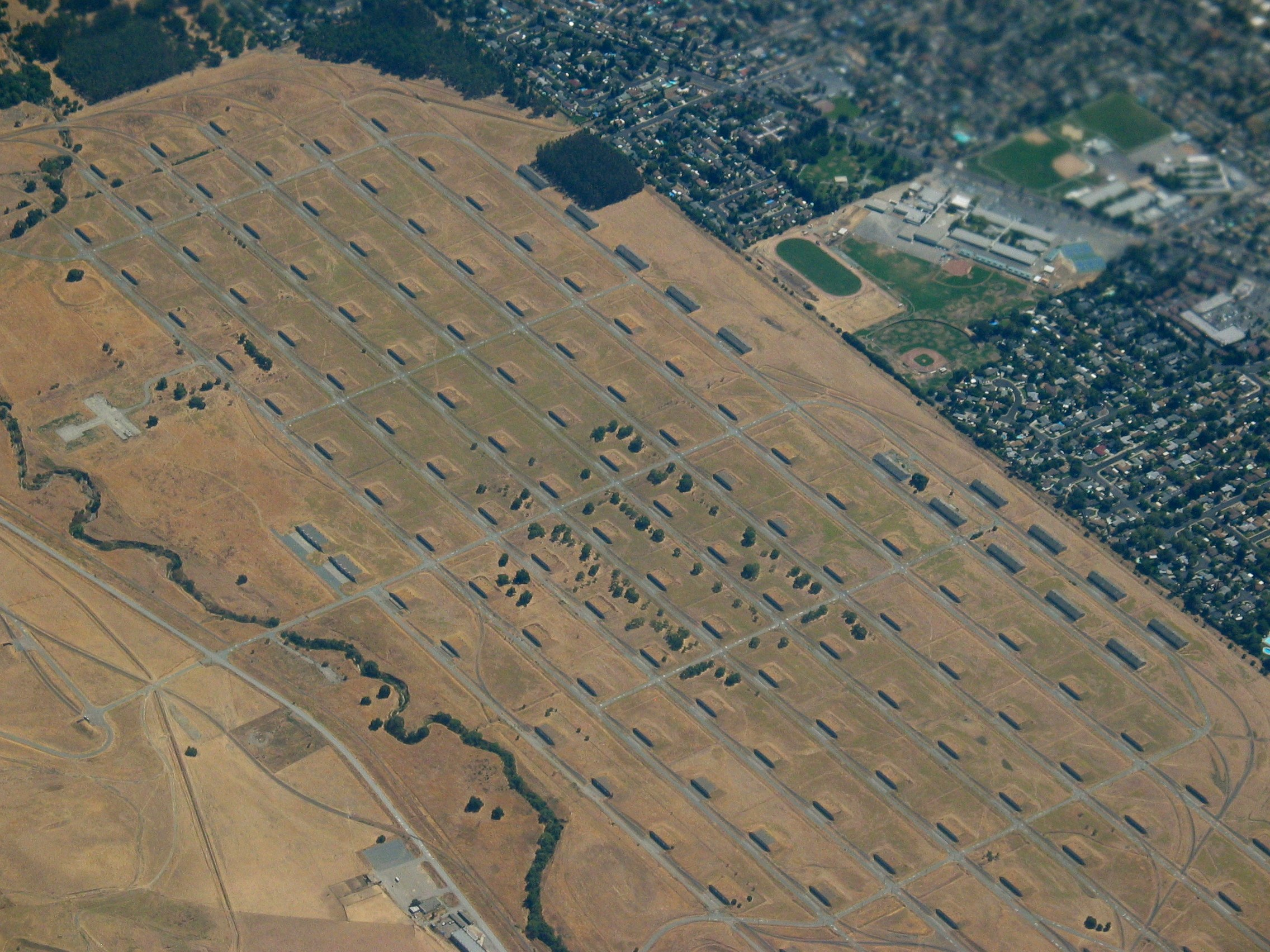
上空から見たコンコード海軍武器基地

市の北には1942年に開設されたコンコード海軍武器基地がある。第二次世界大戦中は武器の貯蔵庫として機能し、ポートシカゴにて船に積まれた。ベトナム戦争から湾岸戦争中にかけて、東南アジアや中東へ数千トンの武器を積み出した。
武器庫は2つのエリアで構成されている。内陸エリアは21km2の広さでコンコード市内に入っている。海側エリアは31km2の広さがある。軍事活動の方針が変わったため、内陸エリアの一部は操業停止になり始め、1999年までに武器庫には最小限の部隊だけを配置するようになった。2007年、連邦政府は武器庫の内陸側を閉鎖すると発表した。海側エリアはまだ閉鎖される予定が決まっていない。海側エリアは陸軍配備流通コマンドに移管され、現在ミリタリー・オーシャン・ターミナル・コンコードとなっている。市は跡地を再開発する計画と、大部分を空き地や公園とする計画を検討している。このテーマについて市は多くの議論を重ねており、どの計画も海軍からの承認を得ることが必要となる。

## 交通

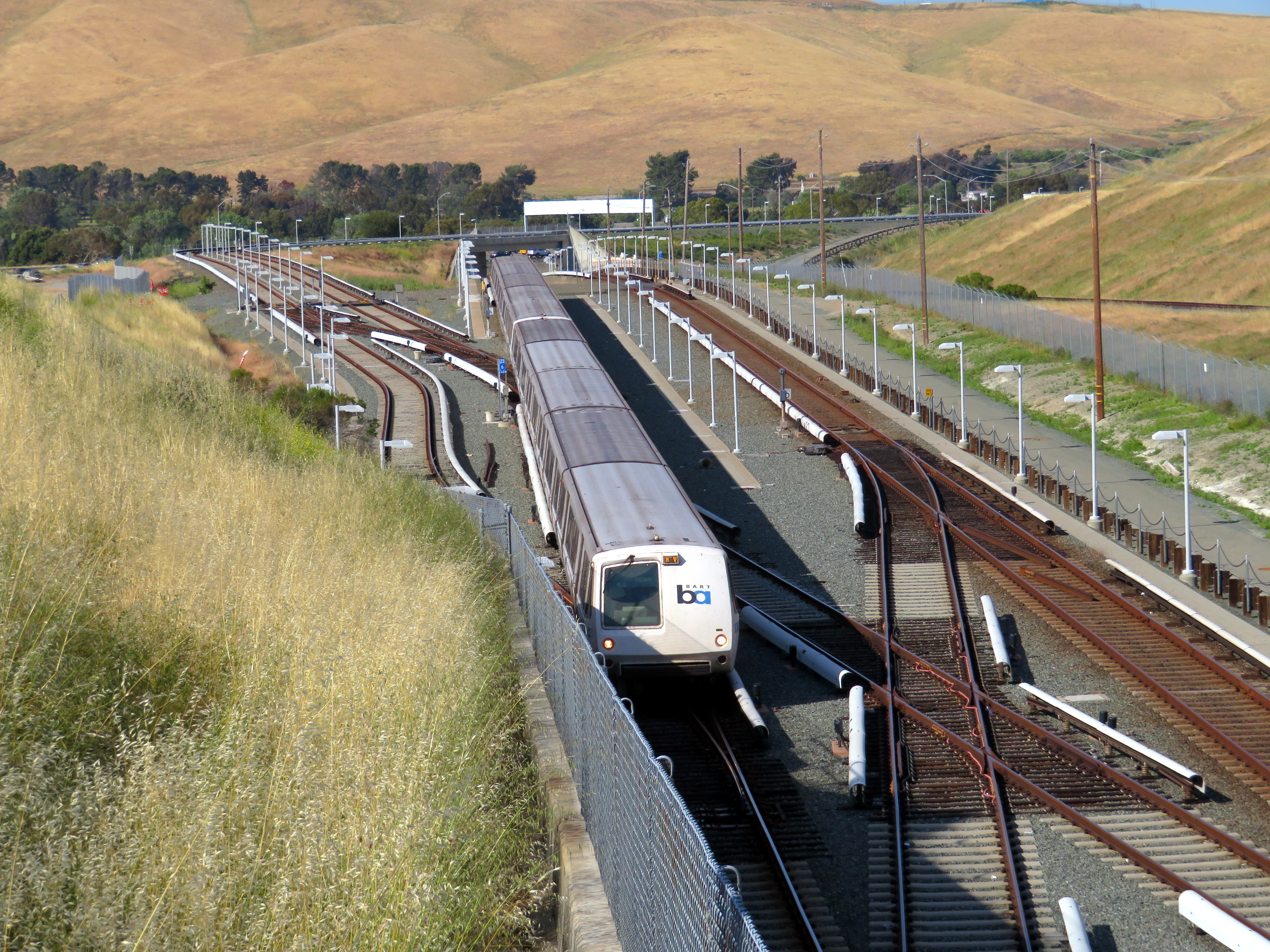
BART

1995年まで、コンコード駅はBARTの東の終着駅であった。後にピッツバーグ/ベイポイント駅まで延伸された。カウンティ・コネクションはコントラコスタ郡内の各地を結ぶバスを運行している。ノースコンコード/マーティネズ駅からマーティネズ市へ至るバス路線がある。
市内の大通りは、ウィローパス・ロード、コンコード・アベニュー、コンコード・ブールバード、クレイトン・ロード、モニュメント・ブールバード、イグナシオバレー・ロード、オークグローブ・ロード、トリート・ブールバード等がある。
コンコード市内にあるブキャナン・フィールド空港はコントラコスタ郡が所有する公営空港である。現在定期的な旅客輸送は行っていないが、過去にはアメリカン・イーグル航空、ウェストエア、パシフィック・サウスウエスト航空（後にUSエアウェイズへ引き継がれる）が就航していて、ロサンゼルス国際空港への定期便もあった。

## メディア

### 新聞
コンコード市の日刊紙は、ウォールナットクリークに本社を置くベイエリア・ニュース・グループ・イーストベイ（デンバーのメディアニュース・グループの傘下）が発行するイーストベイ・タイムズである。当初はディーン・レッシャーの家族により運営され、発行されていた。ディーン・レッシャーが1993年に亡くなってから、新聞は複数のオーナーによって所有されてきた。週刊のコンコード・トランスクリプト紙も市と近隣のクレイトン市で発行されている。

### ラジオ
コンコードはサンフランシスコ・ベイエリアの多数の高出力ラジオ局の電波が届く範囲に含まれる。サクラメントのラジオ局からの電波も受信できる。
KVHS FM90.5（The Edge）はクレイトン・バレー高校の生徒によるラジオ局である。
コンコードと周辺のプレザントヒル、ウォールナットクリークではKKDV FM92.1を受信できる。最新のヒット曲から過去数十年間のヒット曲まで幅広くミックスしている。

### テレビ
コンコードではサンフランシスコやサクラメント、サンノゼの主要なテレビ局からの放送を視聴できる。丘陵部に遮られるため、市内の大半の地域では地上波放送の受信は難しい。
コンコードで唯一のテレビ局KTNCは、2017年に行われた連邦通信委員会の周波数オークションから撤退した。

## 教育
コンコードはマウント・ディアブロ統一教育学区（MDUSD）の区域に入っている。1901年に開校したマウント・ディアブロ高校には4つの専門課程がある。
クレイトン・バレー高校にも有名な専門課程があるが、MDUSDには属していない。カトリック系のデ・ラ・サール高校は男子校、カロンデレット高校は女子校である。デ・ラ・サール高校のアメリカンフットボールチームは、1992年から2004年にかけて151連勝の全米記録を打ち立てた。この間、カリフォルニア・ノースコースト選手権で12回優勝した。2014年8月、デ・ラ・サール高校の151連勝からその後に至るまでを描いたハリウッド映画『When the Game Stands Tall』（邦題：コーチ・ラドスール 無敵と呼ばれた男）が公開された。
コンコードにはカリフォルニア州立大学イーストベイ校のキャンパスもある。
コンコード高校は2010年の北カリフォルニア男子2部アメリカンフットボール選手権で優勝した。イグナシオ・バレー高校は1987年の北カリフォルニア男子1部バスケットボール選手権で優勝した。

### 公立図書館
コントラコスタ郡図書館システムのコンコード図書館がコンコード市民センターに隣接した場所にある。

## 芸術・文化
市ではコンコード・ジャズフェスティバルを毎年開催している。1999年に買収されたコンコード・レコードは市に拠点を置いている。ジャズ・ミュージシャンのデイヴ・ブルーベックはコンコードで生まれた。2006年には、コンコード高校の隣、コンコード・ブールバードに面した場所にある公園が、彼の名誉を称えてデイヴ・ブルーベック公園に改名された。
コンコードにはドラムコーインターナショナル（DCI）の大会で21回優勝の実績を持つ、ブルーデビルスが拠点を置いている。ブルーデビルスは世界中から才能のあるミュージシャンを集めているドラムコーである。

## 姉妹都市
- 北上市

## 主な出身者
- トム・ハンクス - 俳優
- デイヴ・ブルーベック - ジャズピアニスト
- ナタリー・コーグリン - 競泳選手、アテネオリンピック金メダリスト
- ジュリー・ストレイン - 女優、モデル
- マーク・エーカー - 野球選手
- カール・ジェファーソン - コンコード・レコードの創始者。レーベル名はこの市に由来する。